# Thomas Sinnickson (Politiker, 1786)
Thomas Sinnickson (* 13. Dezember 1786 in Salem, Salem County, New Jersey; † 17. Februar 1873 ebenda) war ein US-amerikanischer Politiker. In den Jahren 1828 und 1829 vertrat er den Bundesstaat New Jersey im US-Repräsentantenhaus.

## Werdegang
Thomas Sinnickson besuchte die öffentlichen Schulen seiner Heimat und wurde danach im Handel tätig. Außerdem wurde er Richter an einem Berufungsgericht. Dieses Amt bekleidete er über 20 Jahre lang. Politisch wurde Sinnickson in den 1820er Jahren zu einem Anhänger von Präsident John Quincy Adams. Am Ende dieses Jahrzehnts wurde er Mitglied der kurzlebigen National Republican Party. Zwischenzeitlich saß Sinnickson als Abgeordneter in der New Jersey General Assembly.
Nach dem Tod des Abgeordneten Hedge Thompson wurde Sinnickson bei der fälligen Nachwahl für den ersten Sitz von New Jersey als dessen Nachfolger in das US-Repräsentantenhaus in Washington, D.C. gewählt, wo er am 1. Dezember 1828 sein neues Mandat antrat. Da er bei den regulären Kongresswahlen des Jahres 1828 auf eine weitere Kandidatur verzichtete, konnte er bis zum 3. März 1829 nur die laufende Legislaturperiode beenden.
Nach dem Ende seiner Zeit im US-Repräsentantenhaus zog sich Sinnickson wieder aus der Politik zurück. In der Folge nahm er seine früheren Tätigkeiten weder auf. Er starb am 17. Februar 1873 in seinem Geburtsort Salem. Sein gleichnamiger Onkel Thomas gehörte ebenfalls für den Staat New Jersey dem Kongress an. Außerdem war er mit dem Abgeordneten Clement Hall Sinnickson (1834–1919) verwandt.